# MSC Grandiosa
El MSC Grandiosa es un crucero de la clase Meraviglia Plus operado por la naviera MSC Cruceros. Construido por Chantiers de l'Atlantique en Saint-Nazaire, Francia, es el primero de los tres barcos de la clase Meraviglia Plus que operan para esta línea de cruceros. Inició operaciones el 10 de noviembre de 2019. El MSC Grandiosa desplaza 181.541 toneladas y alberga 2.421 cabinas de pasajeros para una capacidad total de 6.334 pasajeros. El 16 de agosto de 2020, también se convirtió en el primer barco de MSC en reanudar las operaciones en medio de la pandemia de Covid-19, y el primer gran crucero en general en reiniciar las operaciones en el Mediterráneo desde el cese operativo de los cruceros a principios de año.